# Nau

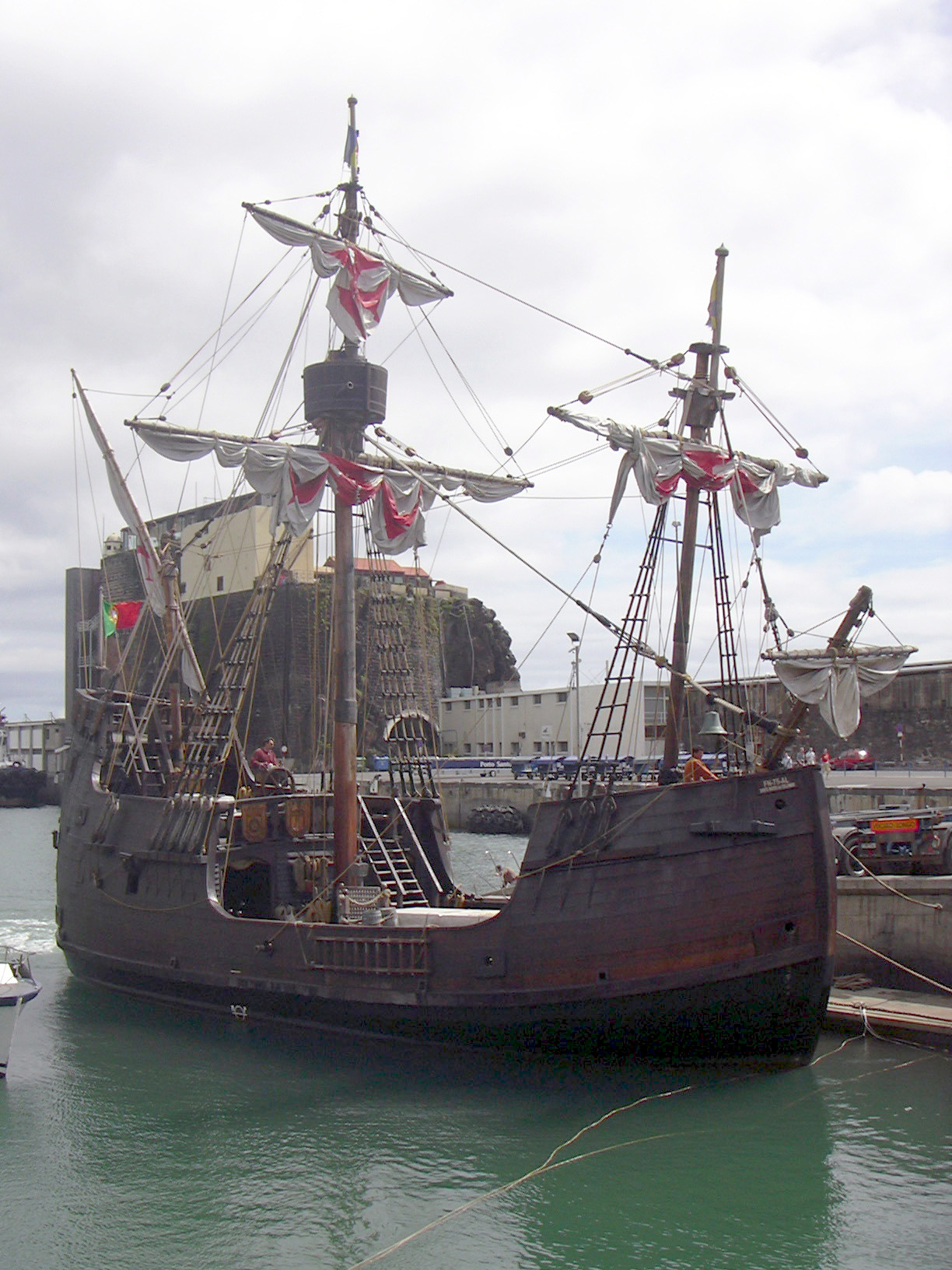
Réplica da nau Santa Maria, o maior dos navios comandados por Cristóvão Colombo em 1492, no porto do Funchal

Nau é denominação genérica dada a navios de grande porte com capacidade de 200 pessoas, até o século XV usados em viagens de grande percurso. Em vários documentos históricos a nau surge com a denominação de nave (do latim navis, "navio"), termo utilizado quase sempre entre 1211 e 1428. Opõe-se-lhe o termo embarcação, aplicado a barcos de menores proporções, utilizados em percursos pequenos. Que foi muito utilizada em meados do século XV e XVI.
Durante a época dos Descobrimentos, houve uma evolução dos tipos de navio utilizados. A barca, destinada à cabotagem e pesca, era ainda utilizada ao tempo de Gil Eanes, quando, em 1434, dobrou o Cabo Bojador, e seria sucedida pela caravela.
Concretamente, na Baixa Idade Média, mais precisamente entre o século XIII e a primeira metade do século XV, as naus, ainda tecnicamente longe daquilo que seriam nos Descobrimentos, serviam essencialmente para transportar mercadorias que provinham dos portos da Flandres, no norte da Europa, para a península Itálica, no mar Mediterrâneo, e vice-versa.

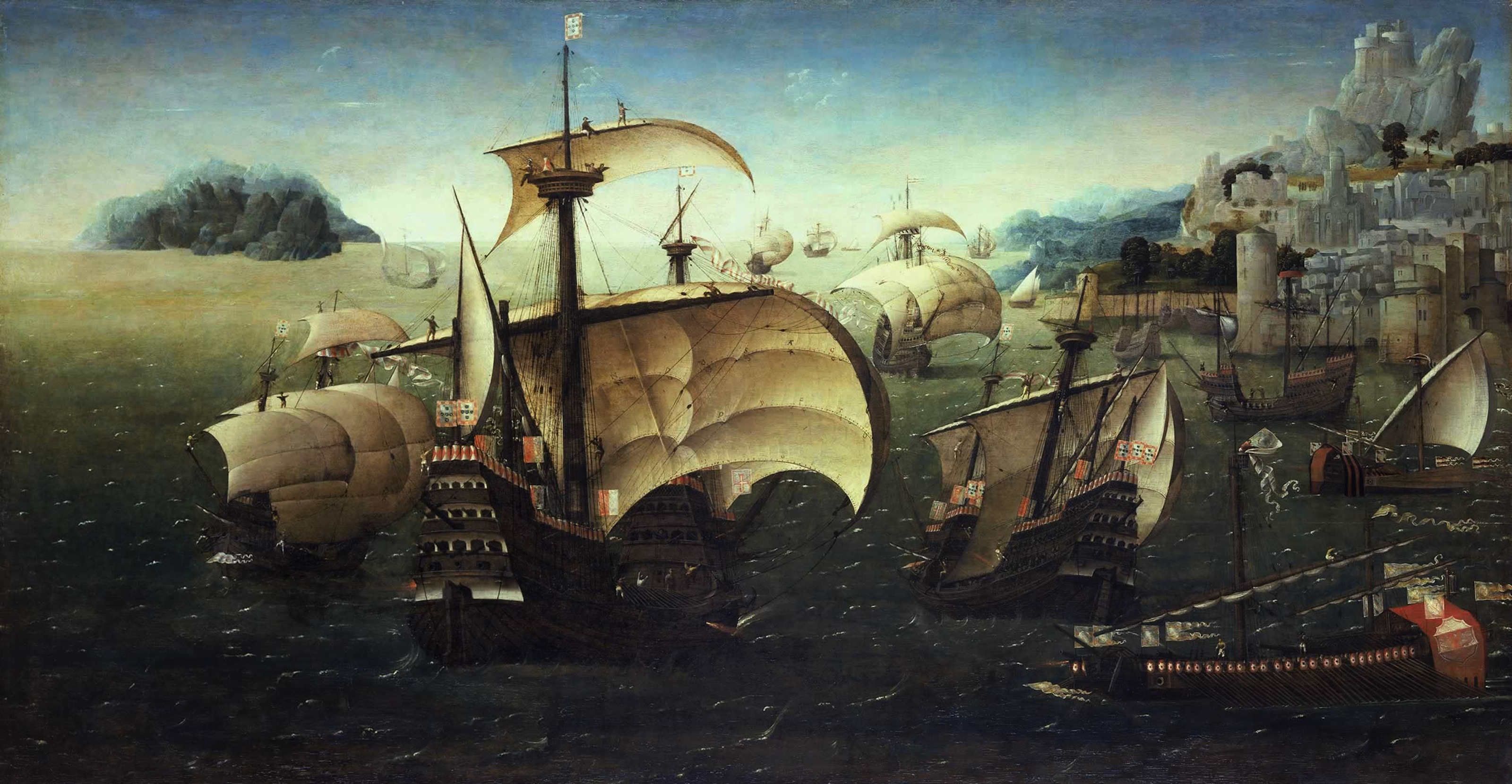
Carracas portuguesas: navios de carga e de guerra empregues no final do século XV e no século XVI. Ao centro a grande nau Santa Catarina do Monte Sinai, construída em 1512. Estas naus, desde o período das primeiras naus oceânicas como a Santa Maria, foram alvo em pouco tempo de um enorme desenvolvimento e inovação no seu design e tamanhos - especialmente em Portugal, devido ao confronto armado no Oceano Índico, à grande carga e às longas distâncias percorridas.

À época de Fernando I de Portugal as naus desenvolveram-se em termos náuticos e multiplicaram-se de forma assinalável em Portugal. Devido à pirataria que assolava a costa portuguesa e ao esforço nacional de criação de uma armada para as combater, as naus passaram a ser utilizadas também na marinha de guerra. Nesta altura, foram introduzidas as bocas-de-fogo, que levaram à classificação das naus segundo o poder de artilharia: naus de três pontas (100 a 120 bocas) e naus de duas pontas e meia (80 bocas). A capacidade de transporte das naus também aumentou, alcançando as duzentas toneladas no século XV, e, as quinhentas, no século seguinte.
Com a passagem das navegações costeiras às oceânicas, houve necessidade de adaptar as embarcações aos novos conhecimentos náuticos e geográficos. À medida que se foi desenvolvendo o comércio marítimo e se tornou necessário aumentar a capacidade do transporte de mercadorias, armamento, marinheiros e soldados, foram sendo modificadas as características dos navios utilizados. Surgiam então as caravelas de armada e, posteriormente, as naus.
Em 1492, Cristóvão Colombo zarpou das Ilhas Canárias rumo ao descobrimento da América com a nau Santa Maria, a caravela redonda Pinta e a caravela latina Niña. Em 1497 Vasco da Gama partiu para a Índia já com três naus e uma caravela.
De grande porte, com castelos de proa e de popa, dois, três ou quatro mastros, com duas ou três ordens de velas sobrepostas, as naus eram imponentes e de armação arredondada. Tinham velas latinas no mastro da ré. Diferentes das caravelas, galeões e galé, as naus tinham, em geral, duas cobertas.
No século XVI tinham tonelagem não inferior a 500, embora, segundo o testemunho do Padre Fernando de Oliveira, no seu livro Livro da Fábrica das Naus, em meados desse século as naus eram armadas com crescente tonelagem, chegando a ter 600 toneladas no auge da Carreira da Índia.